# Kim Yong Bok
Kim Yong Bok est un colonel général nord-coréen, vice-chef de l’État-major général de l’Armée populaire de Corée (APC), responsable des Forces d'opérations spéciales nord-coréennes (en) (SOF en anglais). Il est également membre du Comité central du Parti du travail de Corée (PTC).
En 2024, dans une déclaration transmise aux Nations unies, Kiev identifie Kim Yong Bok comme l'officier de plus haut rang envoyé en Russie. Les services de renseignement sud coréens confirment bien que le leader nord-coréen Kim Jong-un a envoyé son conseiller militaire le plus proche, Kim Yong Bok, pour diriger les unités militaires d’élite déployées en Russie sur le front ukrainien. Homme de confiance de la famille Kim, ce général a longtemps commandé les forces spéciales nord-coréennes.

## Biographie

### Carrière
Le colonel-général Kim a occupé une série de postes de commandement successifs au sein des forces d’opérations spéciales de la Corée du Nord. Sa première activité publique marquante a été un discours lors d’un rassemblement de fidélité de l’APC en 2015, commémorant l’anniversaire de naissance du défunt dirigeant de la RPDC, Kim Jong-il (Kim Cho’ng-il). À peu près à la même époque, il a officiellement remplacé le colonel-général Choe Kyong Song (Ch’oe Kyo’ng-so’ng) en tant que commandant du XIe corps d’armée, le « Corps-Tempête » de l’APC. Sa nomination a été rendue publique en avril 2015, lorsqu’il a assisté à des exercices militaires avec Kim Jong-un (Kim Cho’ng-u’n).
Il a été élu membre du Comité central du PTC lors du 7e congrès du Parti en mai 2016. En 2017, il a été identifié comme commandant de la grande unité combinée de l’APC (tayonhap pudae) no 630, la plus grande unité des forces d’opérations spéciales au sein du XIe corps de la RPDC, également connu sous le nom de « Corps-Tempête ». Il a été promu colonel-général (sangjang) en avril 2017, lors d’une promotion qui incluait d’autres membres du haut-commandement de l’APC ayant des liens étroits avec Kim Jong Un. Durant l’été 2017, il a planifié un grand exercice de tir réel pour les forces d’opérations spéciales, exercice auquel Kim Jong Un a assisté et qu’il a supervisé. À cette époque, il n’était pas clair si le colonel-général Kim occupait simultanément le poste de chef du XIe corps de l’armée et de la grande unité combinée de l’APC no 630 ou s’il était simplement commandant de cette dernière unité.
Kim Yong Bok a été réintégré comme membre à part entière du Comité central du PTC lors du 8e congrès du Parti en janvier 2021. Il est resté membre du haut-commandement de l’APC, bien que sa position n’ait pas été précisée jusqu’à ce que les médias d’État de la RPDC l’identifient comme cice-chef de l’état-major général de l’APC lors de sa participation aux exercices des forces d’opérations spéciales avec Kim Jong Un.

## Guerre en Ukraine
Fin octobre 2024, la Corée du Nord (RPDC) a envoyé environ 11 à 12 000 soldats en Russie, ainsi que le chef adjoint de l'état-major général Kim Yong Bok, qui est probablement nécessaire pour « échanger des expériences » avec les militaires russes.
La véritable tâche de Kim Yong Bok consistera probablement à acquérir une expérience opérationnelle auprès de ses homologues russes combattant en Ukraine. Ce « processus d'apprentissage » vise à acquérir une connaissance pratique de la guerre moderne, ce qui permettra à la RPDC d'ajuster ses propres plans contre la Corée du Sud. Pyongyang est particulièrement intéressé par les approches russes qui peuvent répondre à ses réalités militaires : tirs d'artillerie massifs, mécanisation minimale et vagues d'assaut.
La technologie russe dans le domaine des drones militaires, en particulier des drones de reconnaissance et d'attaque, dont la RPDC est actuellement dépourvue, pourrait être particulièrement importante pour Pyongyang. L'étude des tactiques d'utilisation de ces engins pourrait constituer un ajout important à la stratégie globale du pays et renforcer ses capacités dans les conflits à venir.
Le Wall Street Journal affirme qu’un général nord-coréen de haut-rang a été blessé le 20 novembre 2024 lors d’une frappe menée par l'Ukraine sur un centre de commandement nord-coréen, dans la région de Koursk à l’aide de missiles occidentaux Storm Shadow. Certains[Qui ?] supposent que le général touché est Kim Yong Bok[réf. nécessaire].